# 五條為學
五條為學（日语：／ Gojō Tamezane，1472年〈文明4年〉—1543年7月31日〈天文12年6月30日〉）是一名日本室町時代後期至戰國時代公卿，五條為親之子，幼名文地丸。官位為正二位、權大納言，為五條家第十代當主，以日記《拾芥記》而知名。

## 生平
文明13年（1481年），因父親為親病倒，4月23日尚未元服便緊急首次出仕於內裏。同年5月9日，父親病逝。然而，為學的母親卻聲稱將他過繼給五條家同族的高辻長直之妻，並前往播磨國接收丈夫的遺產，試圖將其據為己有。母親於文明16年（1484年）去世，而因她曾宣稱為學已成為他家養子，導致關於他是否有資格繼承五條家的討論，這在《資益王記》中有記載。後來，在高辻長直的奔走之下，為學成功繼承五條家，同年也獲得了學問補助金。被母親拋棄的為學由長直撫養，長享元年（1487年）11月21日舉行元服儀式，長享3年（1489年）6月26日獲封貴族爵位。
年少時便擔任朝廷典禮的撰文職務，並受到三條西實隆與甘露寺親長的高度評價。明應5年（1496年）1月20日任少納言，明應8年（1499年）12月17日任大內記，文龜元年（1501年）3月20日，29歲時成為文章博士。永正11年（1514年）5月13日升為從三位，永正13年（1516年）2月6日任參議。享祿3年（1530年）9月13日，因前一年東坊城和長去世而空缺的北野長者之位由他接任。大永8年（1528年）5月24日升為正二位，天文5年（1536年）3月5日被任命為後奈良天皇的侍讀，天文10年（1541年）1月16日升任權大納言，2月18日辭職。
天文12年（1543年）6月30日去世，享年72歲。

## 系譜
- 父：五條為親
- 母：不詳
- 妻：不詳
  - 長男：五條為康

## 備註
1. ↑  『実隆卿記』文明17年閏3月4日条
2. ↑  『親長卿記』長享3年2月25日条